# Lubuntu
Lubuntu – projekt, który jest oficjalną pochodną systemu operacyjnego Ubuntu. Dzięki wykorzystaniu środowiska graficznego LXQT jest lżejszy, mniej zasobożerny i bardziej energooszczędny. Pulpit LXQT używa menedżera okien Openbox, ma niskie wymagania sprzętowe i jest przeznaczony dla netbooków, urządzeń przenośnych oraz starszych komputerów. W tej kategorii konkuruje z Xubuntu.

## Nomenklatura
Nazwa Lubuntu jest połączeniem słów LXDE i Ubuntu. LXDE oznacza Lightweight X11 Desktop Environment, a Ubuntu – „człowieczeństwo wobec innych” (w językach zulu i xhoss).

## Historia

Lenny – maskotka dystrybucji

Pulpit LXDE po raz pierwszy udostępniono jako opcjonalny pakiet dla Ubuntu, począwszy od wersji 8.10 „Intrepid Ibex”.
W lutym 2009 Mark Shuttleworth zaprosił zespół LXDE do stworzenia zdolnego się samodzielnie utrzymać projektu w społeczności Ubuntu, mającego na celu doprowadzić do powstania nowej, oficjalnej pochodnej Ubuntu, o nazwie Lubuntu.
W marcu 2009 r. projekt Lubuntu został zainicjowany na platformie Launchpad przez Mario Behlinga, powstało też wczesne logo projektu. Projekt utworzono także na oficjalnej stronie wiki projektu Ubuntu.
W sierpniu 2009 pierwszy testowy obraz ISO został wydany jako Live CD, bez opcji instalacji.
Od wersji 10.04 dystrybucja jest wydawana regularnie co 6 miesięcy, zgodnie z cyklem wydawniczym Ubuntu.

## Wydania Lubuntu
| Wersja    | Nazwa kodowa      | Data wydania | Wsparcie do | Źródło |
| --------- | ----------------- | ------------ | ----------- | ------ |
| 8.10      | Intrepid Ibex     | 2008-10-30   | 2010-04     |        |
| 9.04      | Jaunty Jackalope  | 2009-04-23   | 2010-10     |        |
| 9.10      | Karmic Koala      | 2009-10-26   | 2011-04     |        |
| 10.04     | Lucid Lynx        | 2010-05-02   | 2013-04     |        |
| 10.10     | Maverick Meerkat  | 2010-10-10   | 2012-04     |        |
| 11.04     | Natty Narwhal     | 2011-04-28   | 2012-10     |        |
| 11.10     | Oneiric Ocelot    | 2011-10-13   | 2013-04     |        |
| 12.04     | Precise Pangolin  | 2012-04-26   | 2013-10     |        |
| 12.10     | Quantal Quetzal   | 2012-10-18   | 2014-04     |        |
| 13.04     | Raring Ringtail   | 2013-04-25   | 2013-12     |        |
| 13.10     | Saucy Salamander  | 2013-10-17   | 2014-06     |        |
| 14.04 LTS | Trusty Tahr       | 2014-04-17   | 2017-04     |        |
| 14.10     | Utopic Unicorn    | 2014-10-24   | 2015-06     |        |
| 15.04     | Vivid Vervet      | 2015-04-23   | 2015-12     |        |
| 15.10     | Wily Werewolf     | 2015-10-22   | 2016-07     |        |
| 16.04 LTS | Xenial Xerus      | 2016-04-21   | 2019-04     |        |
| 16.10     | Yakkety Yak       | 2016-10-13   | 2017-07     |        |
| 17.04     | Zesty Zapus       | 2017-04-13   | 2017-12     |        |
| 17.10     | Artful Aardvark   | 2017-10-19   | 2018-07     |        |
| 18.04 LTS | Bionic Beaver     | 2018-04-27   | 2021-04     | [ 3 ]  |
| 18.10     | Cosmic Cuttlefish | 2018-10-18   | 2019-07     |        |
| 19.04     | Disco Dingo       | 2019-04-18   | 2019-12     |        |
| 19.10     | Eoan Ermine       | 2019-10-17   | 2020-07     |        |
| 20.04 LTS | Focal Fossa       | 2020-04-23   | 2023-04     |        |
| 20.10     | Groovy Gorilla    | 2020-10-22   | 2021-07     |        |
| 21.04     | Hirsute Hippo     | 2021-04-22   | 2022-01     | [ 3 ]  |
| 21.10     | Impish Indri      | 2021-10-14   | 2022-07     | [ 4 ]  |
| 22.04 LTS | Jammy Jellyfish   | 2022-04-21   | 2025-04     | [ 5 ]  |
| 22.10     | Kinetic Kudu      | 2022-10-20   | 2023-07     | [ 6 ]  |
| 23.04     | Lunar Lobster     | 2023-04-23   | 2024-01     |        |
| 23.10     | Mantic Minotaur   | 2023-10-12   | 2024-07     |        |